# Ana Marcos
Ana Marcos Moral (Sevilla, Andalucía, 9 de julio de 2000) es una futbolista española. Juega como delantera y su equipo actual es el Valencia Club de Fútbol Femenino de la Primera División Femenina de España.

## Trayectoria

### Inicios
Ana nació en Sevilla, pero a corta edad se mudó a Madrid. Comenzó jugando en categoría prebenjamín en el club de su barrio, Santa María Caridad. Empezó jugando de lateral izquierdo para ser luego guardameta. Posteriormente alternó las posiciones de guardameta y delantera hasta finalmente jugar en esta posición.
En categoría alevín marcó 63 goles en dos temporadas y su equipo ascendió a categoría preferente y fue convocada por la Selección Sub-12 de Madrid.
En la categoría infantil marca 67 goles en dos temporadas y es la capitana del equipo mixto.
Ana jugó en el C. F. Pozuelo de Alarcón en la categoría sub-16 en la temporada 2014-15. Esa temporada marcó 73 goles en 24 encuentros. Con 14 años es convocada por el primer equipo para jugar un partido de Copa. También fue convocada con la Selección Madrileña Sub-16.

### Torrelodones C. F.
En la temporada 2015-16, con 15 años, fichó por el primer equipo del Torrelodones C. F. que militaba en Segunda División. Esa temporada jugó con regularidad y marcó 16 goles en 26 encuentros. Fue convocada por las selecciones sub-16 de Madrid y de España.

### Atlético de Madrid "B"
En la temporada 2016-17 fichó por el Atlético de Madrid para jugar en el equipo "B", que militaba en Segunda División. Debutó con el equipo el 4 de septiembre de 2016, en un empate a dos goles contra el Club Deportivo Tacón, en el que marcó un gol. Esa temporada marcó 18 goles en 23 encuentros y el equipo terminó tercero del grupo V de Segunda División con 63 puntos. Fue convocada por la selección Sub-18 de Madrid para jugar el campeonato territorial que ganan gracias a un gol suyo. Ana fue la máxima goleadora del club esa temporada. También debutó con el primer equipo en la Copa de la Reina al entrar en el último minuto de la final, en la que el equipo cayó derrotado por cuatro a uno ante el F. C. Barcelona.
En la temporada 2017-18 disputó 23 partidos con el Atlético B en los que marca 23 goles. El 10 de septiembre de 2017 debutó con el primer equipo en Primera División al salir como suplente en el último minuto de la victoria del club ante la Real Sociedad por uno a cero. Esa misma temporada volvería a disputar unos pocos minutos ante el Sporting de Huelva. El primer equipo de Atlético de Madrid concluyó la temporada como campeón de Primera División y el B terminó segundo en la Segunda División Grupo V por detrás del Club Deportivo Tacón.

### Atlético de Madrid

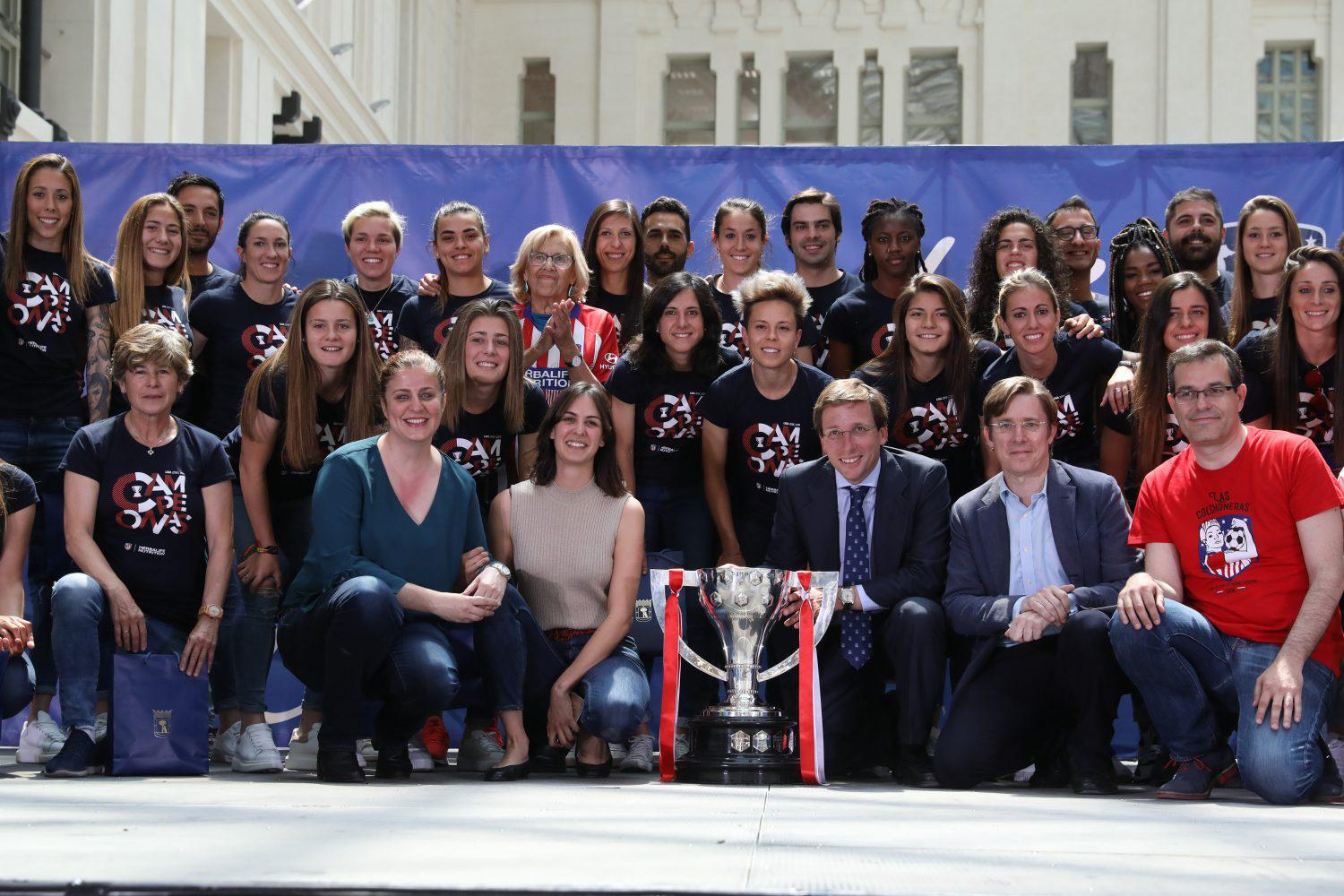
La alcaldesa recibe al equipo femenino del Atlético de Madrid ganador de la Liga Iberdrola 2019

En la temporada 2018-19 el equipo le hizo ficha con el primer equipo, alternando convocatorias con éste y partidos en el B.
Debutó en Champions League ante el Wolfsburgo el 31 de octubre de 2018 con derrota por seis a cero, sustituyendo a Olga García en el minuto 68. Su entrenador destacó de ella su capacidad de trabajo y proyección:

Llevamos semanas queriendo que Ana pudiera tener minutos y debutar ya que lleva desde el principio de temporada con nosotros. Trabaja maravillosamente, es una chica humilde, trabajadora y muy comprometida, que sabes que no se va a arrugar. Es una chica de muchísima proyección y hoy era el momento. Creo que lo ha aprovechado y ha debutado en el fútbol profesional midiéndose a Fischer, que son palabras mayores y la chica ha estado a buen nivel.
José Luis Sánchez Vera.

El 22 de noviembre de 2018 jugó el primer partido de la temporada con el primer equipo contra el Rayo Vallecano sustituyendo a Andrea Falcón en el minuto 62 y marcó su primer gol en Primera División. El partido se encontraba empatado a un tanto y el Atlético necesitaba vencer para conservar el liderato. A los dos minutos de entrar al campo Ana recibió un pase de Olga García que remató a gol de tacón en una vistoso movimiento. El partido acabó en victoria rojiblanca por tres a uno. Volvió a ganar la liga, dando una asistencia en el 3-1 sobre la Real Sociedad en la última jornada de liga, y fue subcampeona de la Copa de la Reina, en cuya final ante la Real Sociedad no participó. En el equipo filial fue la máxima goleadora con 13 tantos en sólo 13 encuentros y logró el ascenso a la nueva categoría nacional Primera B, y ganó la Copa Nacional de la Real Federación de Fútbol de Madrid marcando los dos goles rojiblancos en la final.

### Celtic de Glasgow (cesión)
El 16 de febrero de 2020, al término del partido de la Primera División Femenina de España entre el Atlético de Madrid femenino y el Levante U. D. femenino, las jugadoras de su equipo la mantearon, dando lugar a especulaciones sobre su salida. El 17 de febrero de 2020, se hizo oficial su cesión por una temporada al Celtic Football Club. Debutó con el equipo escocés el 21 de febrero de 2020 con victoria por 2-1 en la primera jornada de liga sobre los campeones de las últimas 13 ligas, el Glasgow City. Anita fue titular, mandó un balón al poste en un remate de cabeza y fue sustituida en la segunda mitad. 
Poco después se suspendió la competición con motivo de la pandemia del Covid-19, y regresó al Atlético de Madrid para formar parte de la convocatoria del equipo en los cuartos de final de la Liga de Campeones, en los que perdieron por 1-0 ante el Barcelona. En septiembre de 2020 regresó a Glasgow para continuar su cesión por otra temporada. marcó su primer gol con el conjunto escocés el 1 de noviembre de 2020 en la victoria por 10-0 sobre el Hearts. El 23 de noviembre marcó un doblete al Hibernians. Ana Marcos jugó los 7 encuentros de liga antes del parón navideño, algunos como titular y otros como suplente. 

### Valencia (cesión)
Tras disputar 9 partidos y marcar 3 goles con el club escocés, el 8 de enero de 2021 concluyó su cesión para ser cedida de nuevo, esta vez al Valencia C. F. Debutó con el conjunto che el 24 de enero de 2021 con victoria por 3-0 sobre el Deportivo de la Coruña. El 22 de mayo marcó el único gol en el encuentro a domicilio ante el Éibar. En total marcó 3 goles con el conjunto ché.

### Sporting de Huelva
El 2 de agosto de 2021 fue traspasada al Sporting de Huelva. En el equipo onubense ha disputado 26 partidos de liga (1711 minutos) anotando 10 goles en esta competición, y siendo así la máxima goleadora del equipo. En la Copa de la Reina participó en los cinco partidos disputados, anotando 4 goles y convirtiéndose en la máxima goleadora de la competición. Como anécdota a comentar los tres goles que le encajó al Real Madrid CF en el partido disputado en el campo municipal de la Orden, y el gol al Madrid CFF en el mínuto 121 de la prórroga que hizo que el equipo accediera a la fase final de la Copa de la Reina.
Su palmarés se ha visto incrementado este año con un subcampeonato de la Copa de la Reina

### Valencia C. F.
El 4 de mayo de 2022, el Valencia CF comunica su incorporación a la plantilla che para la temporada 2022/2023

## Selección nacional
Ana fue convocada por la selección española sub-16 para sesiones de entrenamiento en noviembre de 2015 y enero de 2016.
El 9 de mayo de 2017 fue convocada por la Selección Sub-19 por la baja de Lucía García. Debutó en esta categoría el 26 de mayo de 2017 en partido contra Rusia de la Ronda Élite válido para el Campeonato de Europa Femenino Sub-19 que terminó con victoria española por 3 a 1. Marcó su primer gol dos días después en la victoria de España ante Hungría por dos a cero.
En agosto de 2017 disputó la fase final del Europeo en Irlanda del Norte. Participó en tres partidos y España se proclamó campeona de Europa.
En septiembre de 2017 jugó dos amistosos con la Selección Sub-19 contra Italia. En el primer encuentro marcó un gol. El 6 de julio de 2018 fue convocada por Jorge Vilda para disputar el Europeo Sub-19 de Suiza. Ana tuvo minutos saliendo desde el banquillo en la fase de grupos en los partidos contra Suiza y Francia. España volvió a conquistar el campeonato al derrotar en la final a Alemania.

## Estadísticas

### Clubes
- Actualizado al último partido jugado el 27 de junio de 2021.[44]

| Club | Div           | Temporada     | Liga  | Liga  | Liga   | Copas nacionales(1) | Copas nacionales(1) | Copas nacionales(1) | Torneos internacionales(2) | Torneos internacionales(2) | Torneos internacionales(2) | Total | Total | Total  | Media goleadora (3) |
| Club | Div           | Temporada     | Part. | Goles | Asist. | Part.               | Goles               | Asist.              | Part.                      | Goles                      | Asist.                     | Part. | Goles | Asist. | Media goleadora (3) |
| --- | ------------- | ------------- | ----- | ----- | ------ | ------------------- | ------------------- | ------------------- | -------------------------- | -------------------------- | -------------------------- | ----- | ----- | ------ | ------------------- |
| Torrelodones CF · España | 2ª            | 2015-16       | 26    | 16    | ?      | -                   | -                   | -                   | -                          | -                          | -                          | 26    | 16    | ?      | 0,62                |
| Torrelodones CF · España | Total club    | Total club    | 26    | 16    | ?      | 0                   | 0                   | 0                   | 0                          | 0                          | 0                          | 26    | 16    | 0      | 0,62                |
| Atlético de Madrid B · España | 2ª            | 2016-17       | 23    | 18    | ?      | -                   | -                   | -                   | -                          | -                          | -                          | 23    | 18    | ?      | 0,78                |
| Atlético de Madrid B · España | 2ª            | 2017-18       | 23    | 23    | ?      | -                   | -                   | -                   | -                          | -                          | -                          | 23    | 23    | ?      | 1,00                |
| Atlético de Madrid B · España | 2ª            | 2018-19       | 13    | 13    | ?      | -                   | -                   | -                   | -                          | -                          | -                          | 13    | 13    | ?      | 1,00                |
| Atlético de Madrid B · España | 2ª            | 2019-20       | 2     | 0     | 0      | -                   | -                   | -                   | -                          | -                          | -                          | 2     | 0     | 0      | 0,00                |
| Atlético de Madrid B · España | Total club    | Total club    | 61    | 54    | ?      | 0                   | 0                   | 0                   | 0                          | 0                          | 0                          | 61    | 54    | ?      | 0,89                |
| Atlético de Madrid · España | 1ª            | 2016-17       | 0     | 0     | 0      | 1                   | 0                   | 0                   | 0                          | 0                          | 0                          | 1     | 0     | 0      | 0,00                |
| Atlético de Madrid · España | 1ª            | 2017-18       | 2     | 0     | 0      | 0                   | 0                   | 0                   | 0                          | 0                          | 0                          | 2     | 0     | 0      | 0,00                |
| Atlético de Madrid · España | 1ª            | 2018-19       | 8     | 1     | 0      | 1                   | 0                   | 0                   | 1                          | 0                          | 0                          | 10    | 1     | 0      | 0,10                |
| Atlético de Madrid · España | 1ª            | 2019-20       | 6     | 0     | 0      | 0                   | 0                   | 0                   | 1                          | 0                          | 0                          | 7     | 0     | 0      | 0,00                |
| Atlético de Madrid · España | Total club    | Total club    | 16    | 1     | 0      | 2                   | 0                   | 0                   | 2                          | 0                          | 0                          | 20    | 1     | 0      | 0,05                |
| Celtic de Glasgow Escocia | 1ª            | 2020          | 1     | 0     | 0      | 1                   | 0                   | 0                   | -                          | -                          | -                          | 2     | 0     | 0      | 0,00                |
| Celtic de Glasgow Escocia | 1ª            | 2020-21       | 7     | 3     |        | -                   | -                   | -                   | -                          | -                          | -                          | 7     | 3     |        | 0,42                |
| Celtic de Glasgow Escocia | Total club    | Total club    | 8     | 3     | 0      | 1                   | 0                   | 0                   | 0                          | 0                          | 0                          | 9     | 3     | 0      | 0,33                |
| Valencia · España |               |               |       |       |        |                     |                     |                     |                            |                            |                            |       |       |        |                     |
| 1.ª | 2020-21       | 16            | 3     | 0     | -      | -                   | -                   | -                   | -                          | -                          | 16                         | 3     | 0     | 0.19   |                     |
| Total club | Total club    | 16            | 3     | 0     |        |                     |                     |                     |                            |                            | 16                         | 3     | 0     | 0.19   |                     |
| Total carrera | Total carrera | Total carrera | 127   | 79    | ?      | 3                   | 0                   | 0                   | 2                          | 0                          | 0                          | 127   | 79    | 0      | 0,62                |
| (1) Incluye datos de la Liga Española. (2) Incluye datos de la Copa de la Reina y la Scottish Women Premier League Cup. (3) No incluye goles en partidos amistosos. |               |               |       |       |        |                     |                     |                     |                            |                            |                            |       |       |        |                     |

### Selecciones
Actualizado al último partido jugado el 24 de julio de 2018.
| Selecciones                                                                                                | 'Temporada    | Europeo(4) | Europeo(4) | Europeo(4) | Mundial (4) | Mundial (4) | Mundial (4) | Amistosos | Amistosos | Amistosos | Total | Total | Total  | Media goleadora |
| Selecciones                                                                                                | 'Temporada    | Part.      | Goles      | Asist.     | Part.       | Goles       | Asist.      | Part.     | Goles     | Asist.    | Part. | Goles | Asist. | Media goleadora |
| --- | ------------- | ---------- | ---------- | ---------- | ----------- | ----------- | ----------- | --------- | --------- | --------- | ----- | ----- | ------ | --------------- |
| Sub-19 · España                                                                                            | 2016-17       | 5          | 1          | 0          | 0           | 0           | 0           | 0         | 0         | 0         | 5     | 1     | 0      | 0,20            |
| Sub-19 · España                                                                                            | 2017-18       | 3          | 0          | 0          | 0           | 0           | 0           | 2         | 1         | 0         | 5     | 1     | 0      | 0,20            |
| Sub-19 · España                                                                                            | Total         | 8          | 1          | 0          | 0           | 0           | 0           | 2         | 1         | 0         | 10    | 2     | 0      | 0,20            |
| Total carrera                                                                                              | Total carrera | 8          | 1          | 0          | 0           | 0           | 0           | 2         | 1         | 0         | 10    | 2     | 0      | 0,20            |
| (4) Se incluyen partidos en fases clasificatorias, no incluye Torneo de Exentos ni Torneo Desarrollo UEFA. |               |            |            |            |             |             |             |           |           |           |       |       |        |                 |

#### Participaciones en fases finales
| Competición         | Categoría                  | Sede              | Resultado | Partidos | Goles |
| ------------------- | -------------------------- | ----------------- | --------- | -------- | ----- |
| Europeo Sub-19 2017 | Selección de fútbol sub-19 | Irlanda del Norte | Campeona  | 3        | 0     |
| Europeo Sub-19 2018 | Selección de fútbol sub-19 | Suiza             | Campeona  | 2        | 0     |
| Total               | –                          | –                 | –         | 5        | 0     |

## Palmarés

### Campeonatos nacionales
| Título                    | Club                 | País   | Año       |
| ------------------------- | -------------------- | ------ | --------- |
| Campeona de España Sub-16 | Selección de Madrid  | España | 2015      |
| Campeona de España Sub-18 | Selección de Madrid  | España | 2017      |
| Primera División          | Atlético de Madrid   | España | 2017-18   |
| Ascenso a Primera B       | Atlético de Madrid B | España | 2018-19   |
| Primera División          | Atlético de Madrid   | España | 2018-2019 |

### Campeonatos internacionales
| Título         | Equipo              | Sede              | Año  |
| -------------- | ------------------- | ----------------- | ---- |
| Europeo Sub-19 | Selección de España | Irlanda del Norte | 2017 |
| Europeo Sub-19 | Selección de España | Suiza             | 2018 |

### Distinciones individuales
| Distinción                                | Año     |
| ----------------------------------------- | ------- |
| Máxima goleadora del Atlético de Madrid B | 2016-17 |
| Máxima goleadora del Atlético de Madrid B | 2017-18 |
| Máxima goleadora del Atlético de Madrid B | 2018-19 |